# قلات (افغانستان)

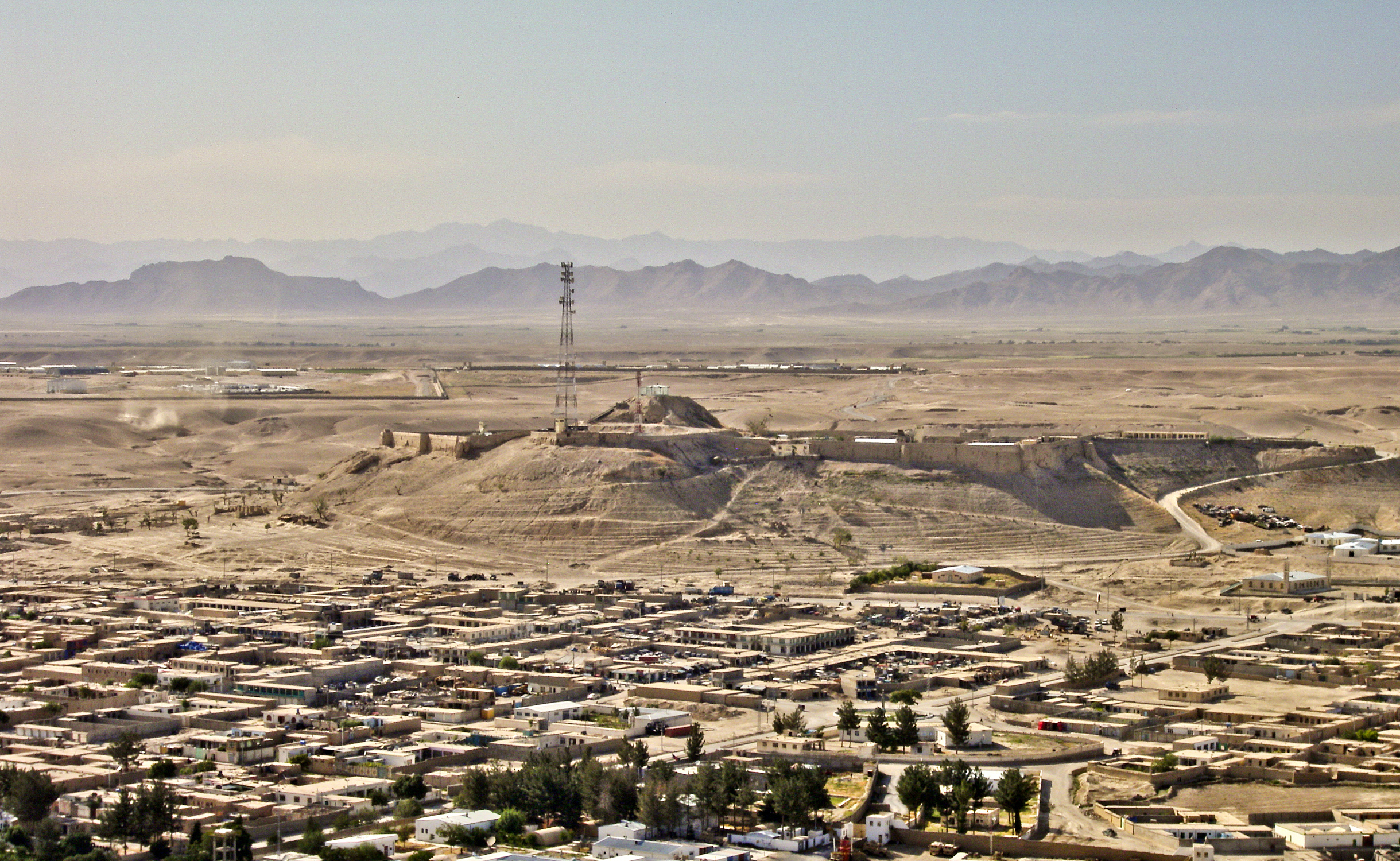
قلات (افغانستان)

قَلات شهری در جنوب افغانستان و مرکز ولایت زابل است. قلات توسط شاهراه حلقوی افغانستان در جنوب غربی به قندهار و در شمال شرقی به غزنه و کابل متصل می‌شود. اهالی این شهر عمدتاً از پشتون‌های قبیله غِلزایی هستند.
کل جمعیت قلات ۴۹۱۵۸ نفر (۲۰۱۵) است. این شهر دارای ۴ ناحیه پلیس با مساحت کل ۴۸۲۰ هکتار و تعداد کل ۵۴۶۲ منزل مسکونی است.

## تاریخ
در سال ۲۰۰۶، اولین فرودگاه قلات در نزدیکی قلات ساخته شد. این شهر محل استقرار تیم بازسازی استان زابل به رهبری ایالات متحده بود که در پروژه‌های توسعه و ایجاد حکمرانی در سراسر استان شروع به کمک کرد. در ۱۳ اوت ۲۰۲۱، قلات توسط طالبان تصرف شد و به هفدهمین مرکز استان تبدیل شد که به عنوان بخشی از حملات گسترده‌تر طالبان در سال ۲۰۲۱ تصرف شد.

## آب و هوا
تحت سامانه طبقه‌بندی اقلیمی کوپن، قلات دارای آب و هوای اقلیم نیمه‌خشک (BSk) است. میانگین دما در قلات ۱۳٫۶ درجه سانتی گراد است و میزان بارش سالانه به‌طور میانگین ۲۸۳ میلی‌متر است. ژولای گرم‌ترین ماه سال با متوسط دمای ۲۷٫۵ درجه سانتی گراد است. سردترین ماه ژانویه دارای متوسط دمای ۲٫۹- درجه سانتی گراد است.

## مکان‌های دیدنی

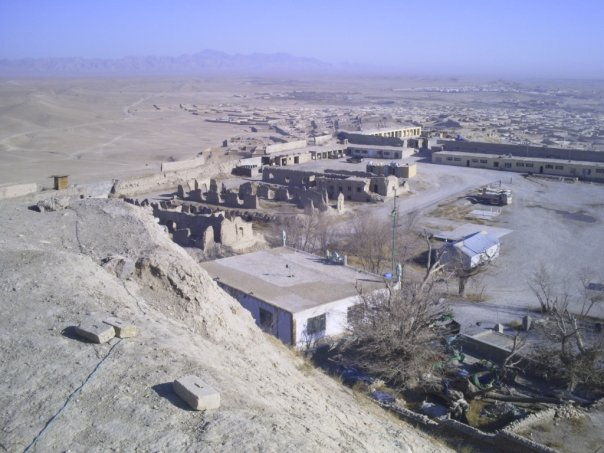
تپه های باستانی قلات،(دژ خانات قولیوند زند)

بالا حصار زابل نام قلعه ای باستانی در شهر قلات بر فراز تپه‌ای است که تاریخ ساخت آن به حدود قرن ۵ میلادی می‌رسد.
غار بولان بابا، غاری به عمق ۷۳۰ متر که از لحاظ تاریخی برای مقاصد مذهبی استفاده می‌شد.